# Omphisa brunnettalis
Omphisa brunnettalis là một loài bướm đêm trong họ Crambidae.